# Massilia (paquebot)
Pour les articles homonymes, voir Massilia.
Le Massilia est un paquebot de ligne de la Compagnie de navigation Sud-Atlantique, lancé en 1914. Il est célèbre pour avoir été réquisitionné lors de la défaite militaire de 1940 et pour avoir transporté des personnalités politiques vers les territoires de l'Afrique française du Nord.
Le 17 juin 1940, lors d'un Conseil des ministres, le gouvernement Reynaud, replié à Bordeaux, se déchire. D'un côté, les membres (dont Reynaud) favorables à une continuation de la lutte qui pourrait être dirigée hors de la métropole. De l'autre, les partisans de l'armistice représentés par Philippe Pétain. Au terme d'échanges tumultueux, la proposition d'union franco-britannique défendue par de Gaulle est rejetée, Reynaud mis en minorité et remplacé par Pétain à la tête d'un nouveau gouvernement. 
Lors du dernier conseil des ministres du cabinet Reynaud le 15 juin 1940, une ligne de fracture oppose les partisans de la poursuite des combats et du transfert du gouvernement en Afrique du Nord, emmenés par Reynaud, à ceux qui refusent de quitter le territoire national et souhaitent l'armistice (ligne Pétain). Une proposition est faite par Chautemps : l'opinion ne comprendrait pas le départ du gouvernement du territoire national, aussi propose-t-il de demander aux Allemands les conditions d'un armistice et devant ce qui serait considéré comme des conditions inacceptables, faire accepter à l'opinion le départ du gouvernement en Afrique du Nord. Le cabinet se partage donc entre les partisans de la ligne Reynaud (Delbos, Marin, Monnet, Rio, Sérol) et et partisans de la proposition Chautemps (Baudouin, Bouthillier, Chautemps, Chichery, Frossard, Pétain, Pomaret, Queuille, Ybarnégaray). Reynaud, mis en minorité, donne la démission de son cabinet et propose au président Lebrun d'appeler Pétain.
Toutefois, l'idée d'un départ de membres du gouvernement et de parlementaires vers l'Afrique du Nord n'est pas abandonnée. À titre d'exemple, le président de la République Albert Lebrun pense que : « le gouvernement aura toujours avantage pour négocier librement [l'armistice] à se trouver hors de portée des troupes ennemies ». Finalement, après de nombreuses défections, ce ne sont que quelques hommes politiques sans pouvoir de décision qui embarqueront le 21 juin 1940 à bord du Massilia, dont 27 parlementaires, à destination de Casablanca.

## Histoire
Après son lancement en 1914, la Première Guerre mondiale interrompt sa construction, qui n'est achevée qu'en 1920. Il est exploité sur la ligne de l'Atlantique-Sud par la Compagnie de navigation Sud-Atlantique jusqu'à la Seconde Guerre mondiale (Bordeaux - Lisbonne - Rio de Janeiro - Santos - Montevideo - Buenos Aires).

### Exil républicain espagnol
Le navire est connu dans l'histoire de l'exil républicain espagnol pour avoir permis le départ vers l'Amérique du sud de nombreuses figures intellectuelles et artistiques antifranquistes comme l'écrivaine Elena Fortún et le peintre Manuel Ángeles Ortiz. Ce voyage commence dans le port de la Pallice, à La Rochelle, le 19 octobre 1939 et se termine à Buenos Aires le 5 novembre 1939.

### Seconde Guerre mondiale
Le départ de 1940 a été organisé par Édouard Barthe. Nul doute que les volontaires au départ auraient été plus nombreux si l’information avait été connue plus tôt et si Pétain n'avait pas interdit à tous les membres du gouvernement sur le départ de quitter la ville.
Parmi les passagers les plus connus (par ordre alphabétique) :
- Paul Bastid, ancien ministre ;
- Marcel Brout, député ;
- Julien Cain, administrateur de la Bibliothèque nationale
- César Campinchi, député, ancien ministre de la Marine ;
- Hélène Campinchi, chargée de mission au ministère de la Marine ;
- Édouard Daladier, député, ancien ministre de la Guerre et ancien président du Conseil, et ses deux fils ;
- Gabriel Delattre, député ;
- Yvon Delbos, député, ancien ministre de l'Éducation nationale;
- Joseph Denais, député ;
- Galandou Diouf, député ;
- Marius Dubois, député ;
- André Dupont, député ;
- Léandre Dupré, député ;
- Salomon Grumbach, député ;
- Jean-Marie Guastavino, député ;
- Georges Huisman, directeur général des Beaux-Arts, et sa famille ;
- Jacques Ibert, compositeur ;
- André Le Troquer, député ;
- Georges Lévy-Alphandéry, député. En 1945, il fera partie du jury condamnant à mort le maréchal Pétain ;
- Georges Mandel, député, ancien ministre de l'Intérieur avec sa compagne Béatrice Bretty et sa maîtresse Deva Dassy ;
- Pierre Mendès France, député, ancien sous-secrétaire d'État au Trésor, lieutenant d'aviation et sa famille ;
- Camille Perfetti, député ;
- Jean Perrin, physicien, chimiste, et sa compagne Nine Choucroun ;
- Edgard Pisani, alors étudiant ;
- Bernard Quénault de La Groudière, député ;

- Alexandra Roubé-Jansky, écrivain ;

- Antoinette Sasse, artiste peintre ;
- Jammy Schmidt, député ;
- Jean-Marie Thomas, député ;
- Michel Tony-Révillon, sénateur (en 1945, il est juré au procès de Pétain) ;
- Pierre Viénot, député ;
- Alex Wiltzer, député ;
- Jean Zay, député, ancien ministre de l'Éducation nationale et des Beaux-Arts, sous-lieutenant et sa famille[10].

D'autres députés font défection au moment du départ, comme Édouard Herriot, Louis Marin ou Gratien Candace.
Embarqués du port du Verdon en aval de Bordeaux, le Massilia reste d'abord bloqué un jour en raison d'une grève de l'équipage qui refusait d'appareiller par hostilité envers les parlementaires et n'appareille que le 21 juin 1940, soit quatre jours après la formation du gouvernement Pétain et la veille de la signature de l'armistice.
Les voyageurs montèrent à bord parmi une centaine de civils, les autres des 500 passagers étant des militaires et des matelots. Dans l’atmosphère d’anti-parlementarisme qui sévissait à l’époque, cette arrivée impromptue fut particulièrement mal vécue. Sifflets et insultes de l’équipage saluèrent ceux qui étaient considérés comme des « fuyards ». Les mécontents étaient peu sensibles à l’argumentation selon laquelle un gouvernement ne pouvait prendre de décisions sereines sous la pression de l’ennemi. Il est vrai aussi que bon nombre de membres d’équipage, qui arrivaient d’Alger, ne s’attendaient pas à repartir illico en Afrique du Nord.
Il n'arrive à Casablanca que trois jours après, le 24 juin, car certains députés ayant envisagé de faire route vers l'Angleterre et de s'y réfugier, le paquebot a dû attendre en mer des autorisations du consul du Royaume-Uni qui n'ont pas été accordées.
À leur arrivée, une foule hostile les attend sur les quais et les passagers sont consignés pour les protéger dans un grand hôtel de Casablanca par le Résident général Noguès, mais pour Raymond Forni c'est à la suite d'un contre-ordre de l'amiral Darlan.
Ceux qui étaient considérés comme mobilisés en tant qu'officiers, Pierre Mendès France, Pierre Viénot, Alex Wiltzer et Jean Zay, sont arrêtés par le nouveau pouvoir le 31 août 1940 à Casablanca, rapatriés en métropole et traduits devant le Tribunal militaire de Clermont-Ferrand pour « désertion devant l'ennemi » (alors qu'ils voulaient au contraire poursuivre le combat depuis l'Afrique du Nord). Trois d'entre eux sont condamnés le 4 octobre 1940 à des peines de prison et à dix ans de privation de droits civils.
Le 18 juillet 1940, les vingt-trois autres parlementaires étaient autorisés à regagner la France, soit sept jours après le vote des pleins pouvoirs constituants au maréchal Pétain. Les parlementaires embarqués étaient quasiment tous de gauche ou de centre-gauche, qui se sont trouvés de ce fait absents des débats. Certains, comme Édouard Daladier et Georges Mandel, sont accusés par le régime de Vichy d'être responsables de la défaite et jugés avec d'autres officiers comme le général Maurice Gamelin au cours du Procès de Riom en 1942. Ces décisions ont été annulées en 1946.
Le Massilia sert ensuite de transport de troupes du Régime de Vichy entre la France et l'Afrique du Nord. En 1944, il est pris et coulé par les Allemands à Marseille afin de bloquer le port.

## Passagers duMassilia

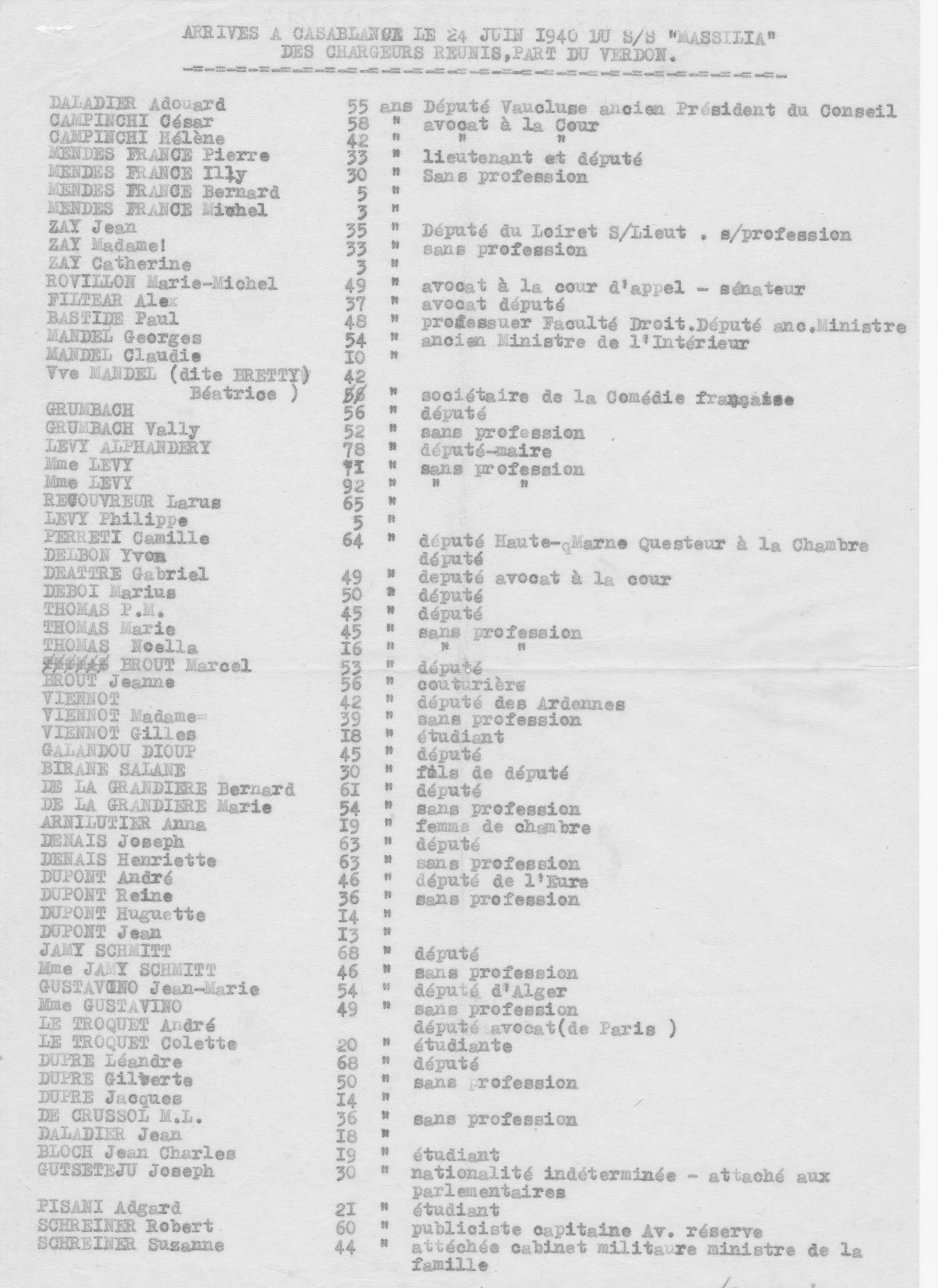
Scan de la liste dactylographiée des passagers du S/S Massilia (par la Compagnie de Navigation des Chargeurs Réunis) partis du Verdon et débarqués à Casablanca le 24 juin 1940 (1/2).
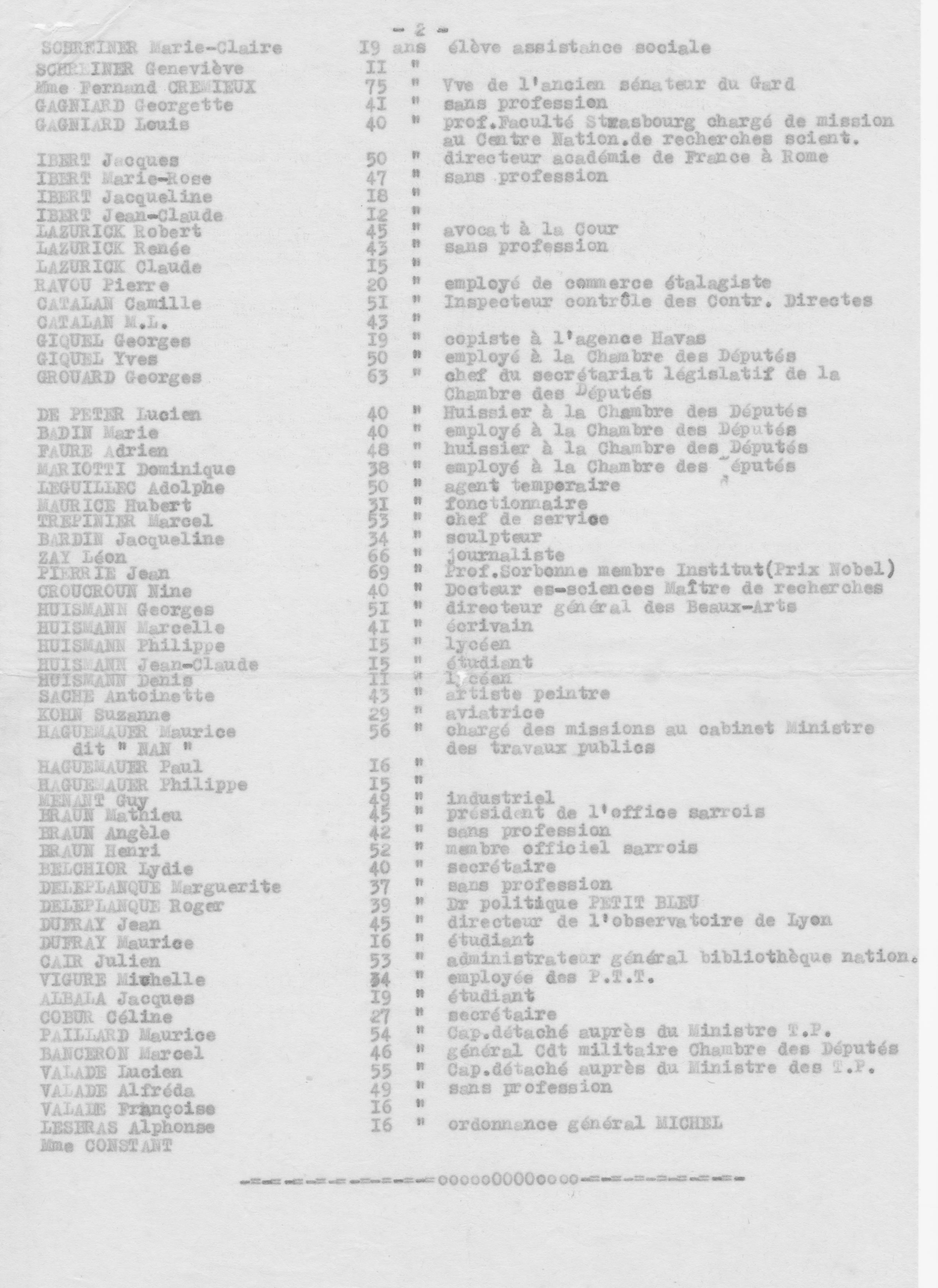
Scan de la liste dactylographiée des passagers du S/S Massilia (par la Compagnie de Navigation des Chargeurs Réunis) partis du Verdon et débarqués à Casablanca le 24 juin 1940 (2/2).

### Film documentaire
- Virginie Linhart, Juin 1940 : le piège du « Massilia », 2010, 52 min, production : Effervescence.